# Antonio Villar Ponte
Antón Villar Ponte, también conocido como Antón Vilar Ponte, (Vivero, Lugo, 2 de octubre de 1881 - La Coruña, 4 de marzo de 1936) fue un escritor en gallego, periodista y político español, uno de los principales líderes del galleguismo de preguerra.

## Biografía
Hijo de Ponancio Villar y Melchora Ponte, estudió el bachillerato en el Instituto de Lugo y la carrera de Farmacia en la Universidad de Santiago de Compostela. Ejerció brevemente de farmacéutico en Foz (Lugo), donde comenzaría sus colaboraciones periodísticas antes de marcharse a Madrid para trabajar exclusivamente como periodista. Después se marchó a Cuba, donde permanecería varios años dedicado al periodismo en La Habana y Camagüey, regresando a Galicia en 1916, donde comenzó a trabajar como redactor en La Voz de Galicia. Ese mismo año lidera la creación de las Irmandades da Fala, con la fundación de la primera Irmandade en La Coruña, encargándose de su órgano de expresión, el periódico A Nosa Terra. En 1929 toma parte, con Santiago Casares Quiroga, de la Organización Republicana Gallega Autónoma (ORGA), siendo el representante más destacado del sector galleguista del partido.
Tras la proclamación de la Segunda República, fue elegido en 1931 diputado en Cortes Constituyentes por la ORGA. Sin embargo, en 1934, abandona la ORGA (entonces Partido Republicano Gallego, que poco después se integraría en Izquierda Republicana) y se integra en el Partido Galeguista, por el que saldría elegido diputado de nuevo en 1936, en las listas del Frente Popular. No llegó a tomar posesión del acta de diputado, ya que murió en marzo de una perforación gástrica.
A lo largo de su carrera llegó a colaborar en varios periódicos y revistas: Germinal, La Voz de Galicia, Nós, El Pueblo Gallego, El Noroeste, Galicia. Diario de Vigo, Alborada de Pontevedra, Alborada de Monforte de Lemos, Claridad, O Irmandiño, Mi Tierra, El Agrario Barcalés, Faro Villalbés, Ser, El Momento, El Heraldo Gallego o Céltiga.